# رانگندینگن
رانگندینگن (به آلمانی: Rangendingen) یک شهر در آلمان است که در تسولرنالبکرایس واقع شده‌است. رانگندینگن ۵٬۱۹۸ نفر جمعیت دارد.